# Georg Ferdinand von und zu Brenken
Georg Ferdinand Servatius Michael Maria Freiherr von und zu Brenken, Graf Droste zu Vischering (* 19. Mai 1941 in Münster) ist ein westfälischer Unternehmer in der Forst- und Landwirtschaft.

## Familie
Georg Ferdinand ist der fünfte Sohn von insgesamt acht Kindern von Georg Graf Droste zu Vischering, Erbdroste, und Clarissa geb. Freiin von und zu Brenken.
1946 wurde er von seinem Onkel Franz Josef Freiherr von und zu Brenken adoptiert und erbte später dessen Besitz Schloss Erpernburg bei Büren im Ortsteil Brenken.
Er ist seit dem 9. März 1968 mit Rosa Maria Gräfin von Nostitz-Rieneck verheiratet, aus dieser Ehe sind vier Kinder hervorgegangen: Franz Josef, geboren am 23. Dezember 1968; Stephanie, geboren am 21. April 1970 (verwitwete Erbprinzessin zu Löwenstein-Wertheim-Rosenberg); Caroline, geboren am 16. Juli 1972 und Marie-Rosalie, geboren am 3. November 1980.
Die Verwaltung des väterlichen Anwesens leitet mittlerweile der älteste Sohn Franz Josef Freiherr von und zu Brenken (* 1968), der 2011 die 29-jährige Julia-Theresia Ilona Gräfin von Ingelheim genannt Echterin von und zu Mespelbrunn heiratete.

## Leben
Georg Ferdinand von und zu Brenken ist als Unternehmer in der Forst- und Landwirtschaft tätig und leitet verschiedene Familienunternehmen, wie die Brenken’sche Forstverwaltung und das Rentamt Erpernburg.
Er war von 1998 bis 2013 Präsident des Bonifatiuswerks der deutschen Katholiken. Zuvor war er ab 1977 Beisitzer im Generalvorstand und ab 1995 Vizepräsident. Seit 1997 ist er Vorsitzender des Arbeitgeberverbandes Land und Forst Westfalen-Lippe. Von 1995 bis 2001 war Brenken Mitglied im geschäftsführenden Vorstand der Arbeitsgemeinschaft der Grundbesitzerverbände.
Die besondere Leidenschaft Brenkens gilt dem Jagdwesen: Seit Gründung des Verbandes der Jagdgenossenschaften und Eigenjagden in Westfalen ist er ehrenamtlicher Vorsitzender und seit 1985 Vorsitzender des Prüfungsausschusses.
Georg Ferdinand ist neben verschiedenen kommunalpolitischen Engagements, auch langjähriger Vorsitzender der Diözesangruppe Paderborn des Bundes Katholischer Unternehmer gewesen. Er ist als Mitglied des Malteserordens seit den 1980er Jahren am Pilger- und Krankenzug aus dem Bistum Münster nach Lourdes beteiligt.
Brenken erhielt 2004 das Bundesverdienstkreuz 1. Klasse. 2009 wurde er von Papst Benedikt XVI. mit dem Silvesterorden ausgezeichnet und zum „Ritter des Ordens vom Hl. Papst Silvester“ ernannt.